# Yale Corporation
Die Yale Corporation ist eine wissenschaftliche Hochschuleinrichtung und zuständig für die Verwaltung und die wirtschaftlichen Belange der Yale University in New Haven im US-amerikanischen Bundesstaat Connecticut.
Die Yale Corporation, auch bekannt unter The President and Fellows of Yale College, wird wie ein Unternehmen geführt und setzt seine wirtschaftlichen Mittel auch gezielt zur Gewinnmaximierung ein.
Die Yale University ist die drittälteste Universität der USA und gilt als eine der renommiertesten amerikanischen Elite-Privatuniversitäten.